# Eugraphe macrina
Eugraphe macrina là một loài bướm đêm trong họ Noctuidae.